# Тупорылый скат
Тупорылый скат (лат. Raja radula) — вид хрящевых рыб семейства ромбовых скатов отряда скатообразных. Обитают в субтропических водах восточной части Атлантического океана между 46° с. ш. и 30° с. ш. и между 8° з. д. и 36° в. д. Встречаются на глубине до 350 м. Их крупные, уплощённые грудные плавники образуют диск в виде ромба с округлым рылом. Максимальная зарегистрированная длина 80 см. Откладывают яйца. Не являются объектом целевого промысла.

## Таксономия
Впервые вид был научно описан в 1809 году. Видовой эпитет происходит от лат. radula — «тёрка».

## Ареал
Эти демерсальные скаты обитают в Средиземном море, главным образом в восточной его части, в водах, омывающих Балеарские острова. Встречаются на глубине до 350 м, в основном не глубже 40 м. 

## Описание
Широкие и плоские грудные плавники этих скатов образуют диск в виде ромба со слегка выступающим кончиком рыла и закруглёнными краями. На вентральной стороне диска расположены 5 жаберных щелей, ноздри и рот. На длинном хвосте имеются латеральные складки. 
Максимальная зарегистрированная длина 80 см.

## Биология
Подобно прочим ромбовым эти скаты откладывают яйца, заключённые в жёсткую роговую капсулу с жёсткими роговыми выступами на концах. Длина капсулы 5,1—5,7 см. Эмбрионы питаются исключительно желтком. Ежегодная плодовитость самок оценивается в 80—154 яиц. Самки откладывают яйца преимущественно круглый год, преимущественно весной и летом. Эмбрионы развиваются около 4 месяцев. Молодые скаты имеют тенденцию следовать за крупными объектами, напоминающими их мать. Продолжительность поколения оценивается в 9 лет, а максимальная продолжительность жизни около 12 лет. Самцы и самки достигают половой зрелости при ширине диска 30 и 34 см, соответственно. В центральной части Средиземного моря в заливе Габес 50% самцов созревали при общей длине тела 47 см в возрасте 4,47 лет, а самки при длине тела 56,5 см в возрасте 5,9 лет.
Рацион состоит из донных животных.

## Взаимодействие с человеком
Эти скаты не является объектом целевого промысла. Попадаются в качестве прилова в донные тралы, жаберные сети и ярусы. Международный союз охраны природы оценил охранный статус вида как «Вымирающий».